# Rieseneiche von Niedergurig

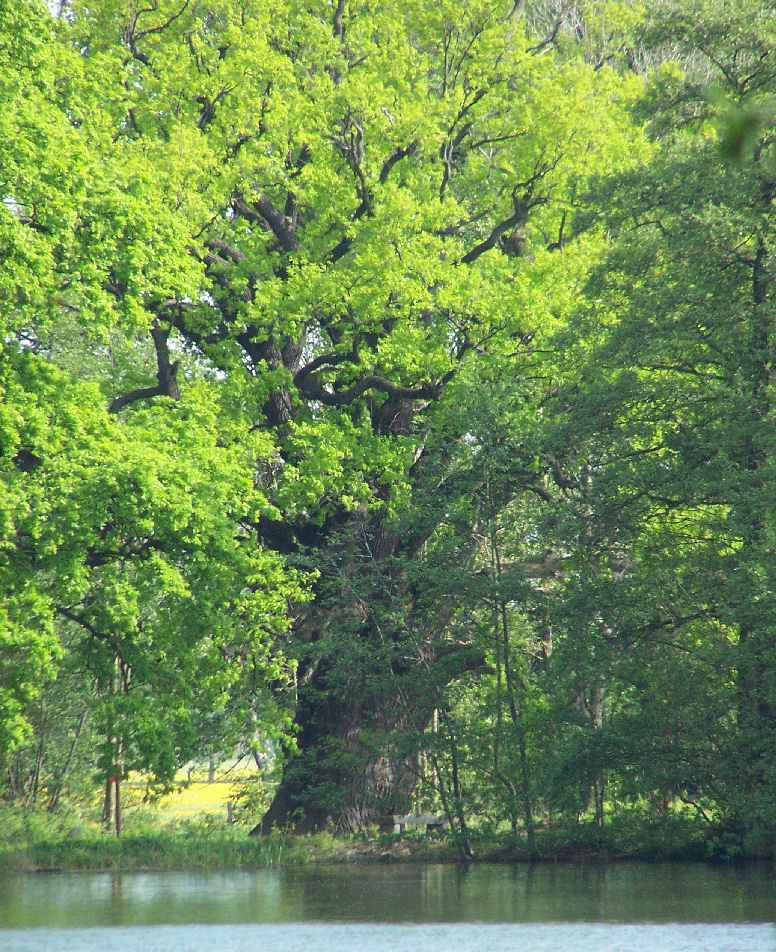
Rieseneiche in Niedergurig

Die sogenannte Rieseneiche ist ein markanter und regional bekannter Baum bei Niedergurig im Landkreis Bautzen und ein Naturdenkmal. Sie befindet sich ein Stück südlich des Ortes am Großen Ziegelteich. Ihr Alter wird auf 700 bis 800 Jahre geschätzt. Der Stammumfang in Brusthöhe beträgt 8,87, am Boden 10,40 Meter, die Höhe liegt bei 22 Metern. Im Jahr 2001 maß der Umfang des Stammes an der Stelle seines geringsten Durchmessers (Taille) 7,93 Meter und im Jahre 2004 in einem Meter Höhe 8,98 Meter. Um 1930 wurde der Stamm der Eiche mit Beton verfüllt, da der Baum zum Teil hohl war. Im Sommer 2002 brannte es mehrere Tage lang im Inneren des Baumes; seitdem hat sich sein Zustand stetig verschlechtert. Im Dezember 2019 wurden zwei weitere Brandanschläge auf den Baum verübt. Die Eiche steht unter Naturschutz.
Sie wird als Symbol der Gemeinde Malschwitz, zu der auch Niedergurig gehört, in deren Wappen abgebildet.